# Kazuyuki Otsuka
Kazuyuki Otsuka (大塚 和征 Otsuka Kazuyuki?), född 7 juli 1982 i Kumamoto prefektur, är en japansk före detta fotbollsspelare.
Otsuka började sin karriär 2001 i Avispa Fukuoka. 2006 blev han utlånad till V-Varen Nagasaki. Han gick tillbaka till Avispa Fukuoka 2007. 2008 flyttade han till V-Varen Nagasaki. Han avslutade karriären 2010.